# Alcithoe fissurata
Alcithoe fissurata es una especie de molusco gasterópodo de la familia Volutidae en el orden de los Neogastropoda.

## Distribución geográfica
Se encuentra en Nueva Zelanda.